# Blakemere
Blakemere – wieś w Anglii, w hrabstwie Herefordshire. Leży 15 km na zachód od miasta Hereford i 203 km na zachód od Londynu.